# Vieux-Charmont
Vieux-Charmont är en kommun i departementet Doubs i regionen Bourgogne-Franche-Comté i östra Frankrike. Kommunen ligger i kantonen Sochaux-Grand-Charmont som tillhör arrondissementet Montbéliard. År 2022 hade Vieux-Charmont 2 829 invånare.

## Befolkningsutveckling
Antalet invånare i kommunen Vieux-Charmont
Referens:INSEE